# Vihtorinsaari
Vihtorinsaari är en ö i Finland. Den ligger i sjön Iso Kivijärvi och i kommunen Ruovesi i den ekonomiska regionen  Övre Birkalands ekonomiska region  och landskapet Birkaland, i den södra delen av landet, 200 km norr om huvudstaden Helsingfors. Öns area är 0,6 hektar och dess största längd är 170 meter i nord-sydlig riktning.